# Thomas Schreiner
Thomas Schreiner (Sankt Pölten, 3 febbraio 1987) è un ex cestista e allenatore di pallacanestro austriaco.

## Carriera
Nella Österreichische Basketball Bundesliga ha vestito le maglie di UKJ St. Polten e Fürstenfeld Panthers.
Fa parte della nazionale austriaca, con cui ha disputato le qualificazioni per gli Europei del 2005 e del 2007.

## Palmarès

### Squadra
- Copa Príncipe de Asturias: 1

Andorra: 2014

### Individuale
- Liga LEB Oro MVP finali: 1

Bilbao Berri: 2018-2019